# Karpacz

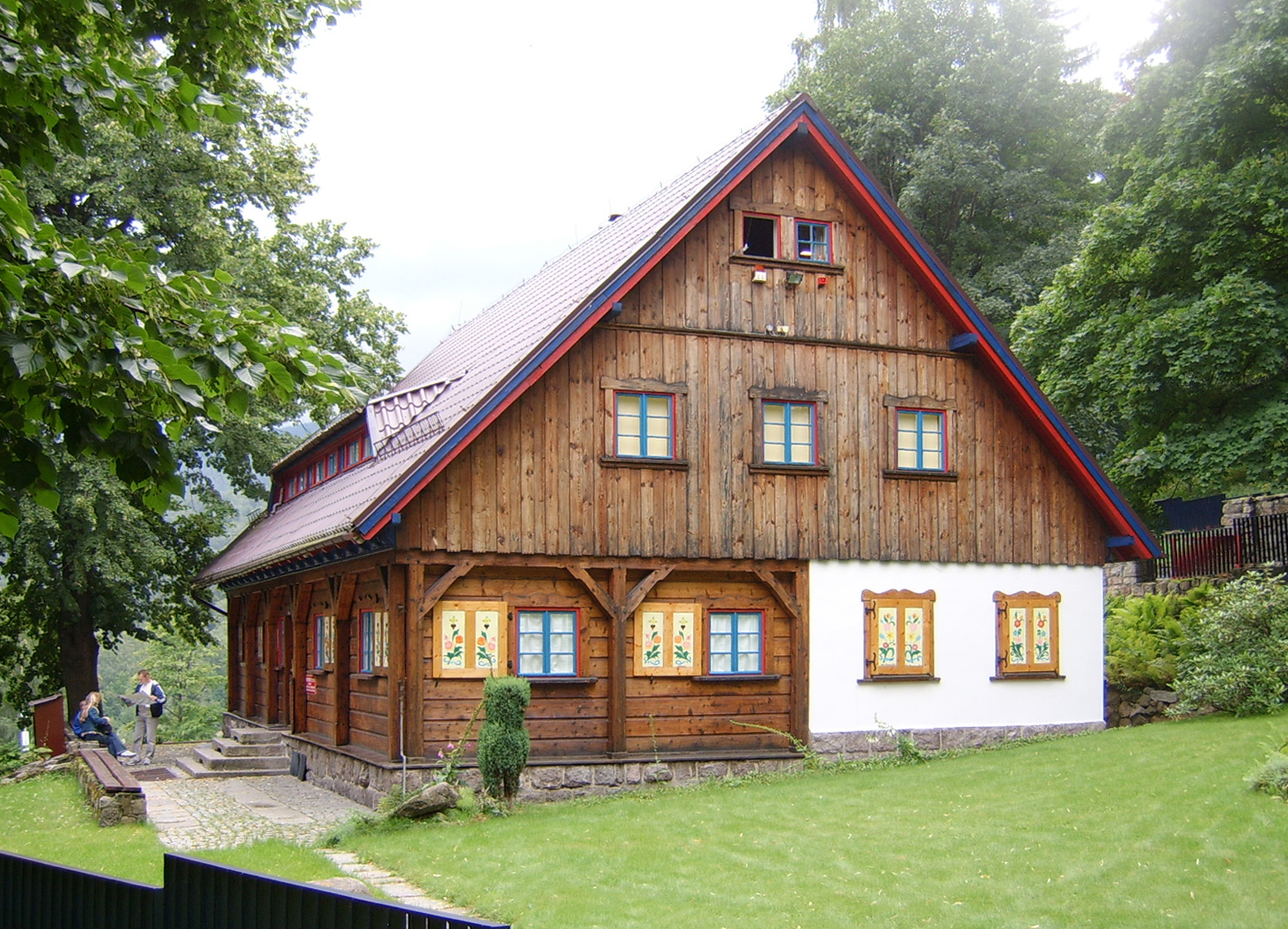
Museu de l'esport i el turisme.

Karpacz (en alemany: Krummhübel) és una localitat turística polonesa situada al voivodat de la Baixa Silesia, i propera a la històrica ciutat de Jelenia Góra, molt a prop de la frontera txec-alemanya. Està situada a una altitud d'entre 480 i 885 metres sobre el nivell del mar, als peus del Sněžca (amb 1602 m és el punt més alt de la serralada dels Karkonosze i marca la frontera amb Txèquia), a la vall del riu Lomnica, al costat dels seus rierols afluents. Destaca per la seva creixent importància com a enclavament per a l'esquí, el muntanyisme, els esports de naturalesa i el relax, i amb nombrosa oferta hotelera i hostalatge.

## Història

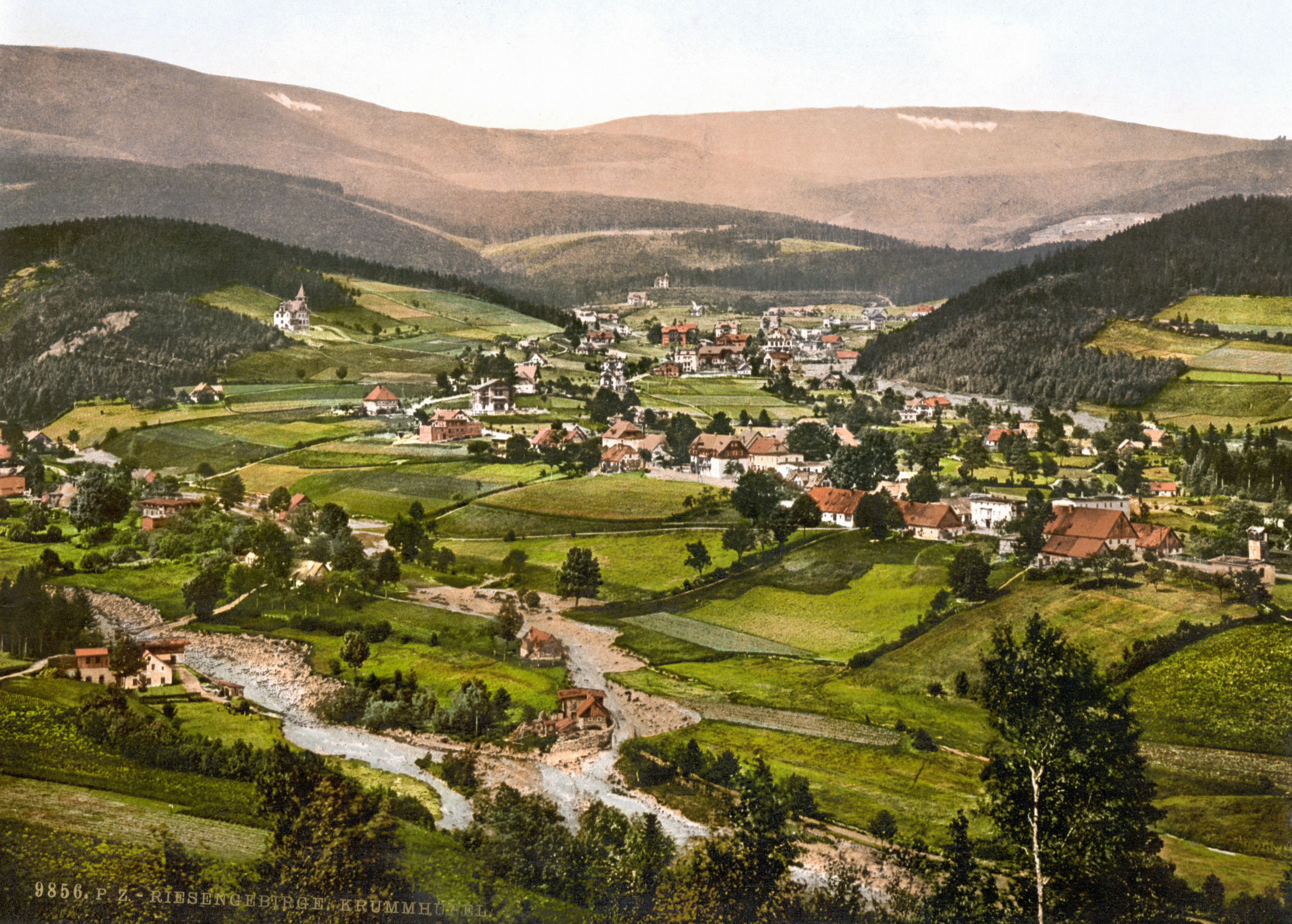
Karpacz cap a 1900.

Els orígens es remunten a pobladors d'origen cèltic entre els segles IV i III aC, que van acudir a la regió a la recerca dels abundants recursos miners de la zona. Precisament va ser la riquesa i explotació de minerals i els cercadors d'or el que va comportar la fundació d'aquesta localitat al segle XII. Els primers registres de Karpacz van aparèixer al Llibre de Valonia, al final del segle XIV. Durant la Guerra dels Trenta Anys (1618-1648) van arribar a Karpacz i als seus voltants refugiats religiosos, i va ser l'inici de l'arribada de pelegrins a la capella local. En 1772 es va fundar l'escola evangèlica. En 1844 es va establir una església evangèlica de fusta, importada de la ciutat noruega de Vang gràcies a les accions del rei de Prússia, Frederic Guillem IV, la qual va esdevenir una atracció turística a Karpacz i ara és conegut com a «Temple de Wang».
En relació amb l'afluència de turistes en la segona meitat del segle xix, es va produir el desenvolupament d'importants assentaments i establiments: la construcció d'hotels, posades i tavernes. Ja en 1914 hi havia 12 hotels i diverses pensions.
En 1945, després de la derrota d'Alemanya en la Segona Guerra Mundial, el llogaret va ser incorporat a Polònia; la població alemanya va ser desplaçada per habitants polonesos.
A partir de les dècades posteriors a la pau, s'ha desenvolupat a Karpacz una importància creixent de les activitats turísiticas i oci divers.

## Atraccions
Karpacz és una de les destinacions turístiques més famosos a les Muntanyes Karkonosze i de Polònia en general. A més dels populars esports d'hivern, ofereix una àmplia gamma de turisme de muntanya i paisatge, així com nombrosos allotjaments de diferents categories (al voltant de 11 000 llits), restaurants, tendes i diversos serveis:
- La muntanya més alta dels Sudets (Sněžca)
- L'església evangèlica anomenada «Temple de Wang»
- Museu de l'esport i el turisme de Karpacz
- Museu de la joguina
- Trampolí d'esquí Orlinek
- Pista de trineu «Kolorowa»
- Carros de Karkonosze
- Presa en Lomnica
- Punt de gravetat anòmala de Karpacz

## Ciutats agermanades
- Gdynia (Polònia)
- Rewal (Polònia)
- Reichenbach / OL (Alemanya)
- Kamenz (Alemanya)
- Búfalo (Estats Units)
- Pec pod Sněžkou (República Txeca)